# Olympische Winterspiele 2002/Teilnehmer (Italien)
| Gelbes Symbol für Goldmedaillen mit stilisierten Olympischen Ringen | Graues Symbol für Silbermedaillen mit stilisierten Olympischen Ringen | Braundes Symbol für Bronzemedaillen mit stilisierten Olympischen Ringen |
| ------------------------------------------------------------------- | --------------------------------------------------------------------- | ----------------------------------------------------------------------- |
| 4                                                                   | 4                                                                     | 5                                                                       |

Italien nahm an den Olympischen Winterspielen 2002 im US-amerikanischen Salt Lake City mit einer Delegation von 109 Athleten in zwölf Disziplinen teil, davon 63 Männer und 46 Frauen. Mit vier Gold-, vier Silber- und fünf Bronzemedaillen war Italien die siebterfolgreichste Nation bei den Spielen.
Olympiasieger wurden Armin Zöggeler im Rennrodeln, Daniela Ceccarelli im Super-G, Stefania Belmondo im Skilanglauf über 15 km sowie Gabriella Paruzzi, ebenfalls im Skilanglauf, über 30 km. Belmondo gewann außerdem Silber hinter Paruzzi über 30 km sowie Bronze über 10 km. Die weiteren Silbermedaillen gewannen die 4 × 10-km-Staffel der Herren im Skilanglauf, Isolde Kostner in der Abfahrt und die 5000-m-Staffel der Herren im Shorttrack. Bronze sicherten sich Barbara Fusar-Poli und Maurizio Margaglio im Eistanz, Karen Putzer im Super-G, Cristian Zorzi im Sprintrennen des Skilanglaufs über 1,5 km und die Snowboarderin Lidia Trettel im Parallel-Riesenslalom.
Fahnenträgerin bei der Eröffnungsfeier war die Skirennläuferin Isolde Kostner.

## Teilnehmer nach Sportarten

### Biathlon
Männer
- René Cattarinussi
10 km Sprint: 22. Platz (26:37,3 min)
12,5 km Verfolgung: 20. Platz (35:00,9 min)
20 km Einzel: 21. Platz (54:57,2 min)
4 × 7,5 km Staffel: 16. Platz (1:30:56,3 h)

- Devis Da Canal
10 km Sprint: 68. Platz (28:25,9 min)
4 × 7,5 km Staffel: 16. Platz (1:30:56,3 h)

- Paolo Longo
10 km Sprint: 49. Platz (27:31,9 min)
12,5 km Verfolgung: 37. Platz (36:38,8 min)
20 km Einzel: 33. Platz (56:11,9 min)
4 × 7,5 km Staffel: 16. Platz (1:30:56,3 h)

- Wilfried Pallhuber
10 km Sprint: 50. Platz (27:35,7 min)
12,5 km Verfolgung: 33. Platz (36:19,7 min)
20 km Einzel: 50. Platz (57:33,2 min)
4 × 7,5 km Staffel: 16. Platz (1:30:56,3 h)

- René-Laurent Vuillermoz
20 km Einzel: 72. Platz (1:00:00,7 h)

Frauen
- Katja Haller
15 km Einzel: 47. Platz (53:44,0 min)
4 × 7,5 km Staffel: 11. Platz (1:34:03,7 h)

- Siegrid Pallhuber
7,5 km Sprint: 68. Platz (26:20,9 min)

- Michela Ponza
7,5 km Sprint: 46. Platz (23:36,9 min)
10 km Verfolgung: 38. Platz (35:54,7 min)
15 km Einzel: 36. Platz (52:13,6 min)
4 × 7,5 km Staffel: 11. Platz (1:34:03,7 h)

- Nathalie Santer
7,5 km Sprint: 40. Platz (23:14,7 min)
15 km Einzel: Rennen nicht beendet
4 × 7,5 km Staffel: 11. Platz (1:34:03,7 h)

- Saskia Santer
7,5 km Sprint: 36. Platz (23:11,2 min)
10 km Verfolgung: 42. Platz (36:41,8 min)
15 km Einzel: 49. Platz (54:14,7 min)
4 × 7,5 km Staffel: 11. Platz (1:34:03,7 h)

### Bob
Männer, Zweier
- Günther Huber, Antonio Tartaglia (ITA-1)
8. Platz (3:11,64 min)

- Cristian La Grassa, Fabrizio Tosini (ITA-2)
11. Platz (3:12,60 min)

Männer, Vierer
- Fabrizio Tosini, Andrea Pais de Libera, Massimiliano Rota, Giona Cividino (ITA-1)
19. Platz (3:10,96 min)

Frauen
- Gerda Weißensteiner, Antonella Bellutti (ITA-1)
7. Platz (1:39,21 min)

### Eiskunstlauf
Männer
- Angelo Dolfini
26. Platz (Wettkampf nicht beendet)

Frauen
- Silvia Fontana
10. Platz (17,5)

- Vanessa Giunchi
20. Platz (30,5)

Paare
- Michela Cobisi & Ruben De Prà
19. Platz (28,5)

Eistanz
- Federica Faiella & Massimo Scali
18. Platz (35,4)

- Barbara Fusar-Poli & Maurizio Margaglio
Bronze  (6,0)

### Eisschnelllauf
Männer
- Davide Carta
500 m: 23. Platz (71,39 s)
1000 m: 26. Platz (1:09,81 min)

- Stefano Donagrandi
1500 m: 24. Platz (1:47,72 min)
5000 m: 20. Platz (6:32,37 min)

- Enrico Fabris
1500 m: 26. Platz (1:47,83 min)
5000 m: 16. Platz (6:30,19 min)

- Dino Gillarduzzi
500 m: 30. Platz (72,69 s)
1000 m: 36. Platz (1:10,96 min)

- Ermanno Ioriatti
500 m: Rennen nicht beendet

- Roberto Sighel
1500 m: 31. Platz (1:48,40 min)
5000 m: 7. Platz (6:25,11 min)
10.000 m: 7. Platz (13:26,19 min)

Frauen
- Nicola Mayr
1500 m: 27. Platz (2:00,73 min)
3000 m: 22. Platz (4:15,79 min)

- Chiara Simionato
500 m: 16. Platz (76,92 s)
1000 m: 10. Platz (1:14,86 min)
1500 m: 16. Platz (1:58,52 min)

### Freestyle-Skiing
Männer
- Simone Galli
Buckelpiste: 25. Platz (in der Qualifikation ausgeschieden)

### Rennrodeln
Männer, Einsitzer
- Wilfried Huber
9. Platz (2:59,319 min)

- Reinhold Rainer
12. Platz (2:59,754 min)

- Armin Zöggeler
Gold  (2:57,941 min)

Männer, Doppelsitzer
- Christian Oberstolz & Patrick Gruber
17. Platz (1:29,303 min)

- Gerhard Plankensteiner & Oswald Haselrieder
7. Platz (1:26,616 min)

Frauen
- Maria Feichter
22. Platz (2:56,450 min)

- Natalie Obkircher
17. Platz (2:55,727 min)

- Waltraud Schiefer
16. Platz (2:55,716 min)

### Shorttrack
Männer
- Michele Antonioli
5000-m-Staffel: Silber  (6:56,327 min)

- Maurizio Carnino
5000-m-Staffel: Silber  (6:56,327 min)

- Fabio Carta
500 m: 9. Platz (im Viertelfinale ausgeschieden)
1000 m: 6. Platz (1:35,589 min)
1500 m: 4. Platz (2:18,947 min)
5000-m-Staffel: Silber  (6:56,327 min)

- Nicola Franceschina
500 m: 12. Platz (im Viertelfinale disqualifiziert)
5000-m-Staffel: Silber  (6:56,327 min)

- Nicola Rodigari
1000 m: 13. Platz (im Viertelfinale ausgeschieden)
1500 m: 14. Platz (im Halbfinale ausgeschieden)
5000-m-Staffel: Silber  (6:56,327 min)

Frauen
- Marinella Canclini
3000-m-Staffel: 5. Platz (4:20,014 min)

- Marta Capurso
500 m: 11. Platz (im Viertelfinale ausgeschieden)
3000-m-Staffel: 5. Platz (4:20,014 min)

- Evelina Rodigari
3000-m-Staffel: 5. Platz (4:20,014 min)

- Katia Zini
1000 m: im Vorlauf disqualifiziert
1500 m: 27. Platz (im Vorlauf ausgeschieden)
3000-m-Staffel: 5. Platz (4:20,014 min)

- Mara Zini
500 m: 8. Platz (45,494 s)
1000 m: 11. Platz (im Viertelfinale ausgeschieden)
1500 m: 9. Platz (2:32,513 min)
3000-m-Staffel: 5. Platz (4:20,014 min)

### Skeleton
Männer
- Christian Steger
19. Platz (1:44,40 min)

Frauen
- Dany Locati
9. Platz (1:46,65 min)

### Ski Alpin
Männer
- Giancarlo Bergamelli
Slalom: Rennen nicht beendet

- Massimiliano Blardone
Riesenslalom: 8. Platz (2:24,87 min)

- Alessandro Fattori
Abfahrt: 19. Platz (1:41,24 min)
Super-G: Rennen nicht beendet
Kombination: 13. Platz (3:25,57 min)

- Roland Fischnaller
Abfahrt: 17. Platz (1:40,85 min)
Super-G: 17. Platz (1:23,87 min)

- Kristian Ghedina
Abfahrt: 35. Platz (1:42,54 min)

- Alan Perathoner
Slalom: Rennen nicht beendet

- Alexander Ploner
Riesenslalom: Rennen nicht beendet

- Giorgio Rocca
Riesenslalom: 26. Platz (2:27,85 min)
Slalom: Rennen nicht beendet

- Alessandro Roberto
Riesenslalom: 22. Platz (2:27,53 min)

- Patrick Staudacher
Super-G: 18. Platz (1:23,95 min)
Kombination: 7. Platz (3:22,47 min)

- Kurt Sulzenbacher
Abfahrt: 22. Platz (1:41,56 min)
Super-G: 26. Platz (1:26,44 min)
Kombination: Slalomrennen nicht beendet

- Edoardo Zardini
Slalom: Rennen nicht beendet

Frauen
- Silke Bachmann
Riesenslalom: 16. Platz (2:33,94 min)
Slalom: 18. Platz (1:52,94 min)

- Patrizia Bassis
Abfahrt: 17. Platz (1:41,56 min)
Super-G: Rennen nicht beendet
Kombination: 21. Platz (2:58,08 min)

- Daniela Ceccarelli
Abfahrt: 20. Platz (1:42,03 min)
Super-G: Gold  (1:13,59 min)
Kombination: 15. Platz (2:51,81 min)

- Nicole Gius
Riesenslalom: 19. Platz (2:35,54 min)
Slalom: 10. Platz (1:51,01 min)

- Denise Karbon
Riesenslalom: 14. Platz (2:33,56 min)
Slalom: Rennen nicht beendet

- Isolde Kostner
Abfahrt: Silber  (1:40,01 min)
Super-G: 13. Platz (1:14,99 min)

- Karen Putzer
Super-G: Bronze  (1:13,86 min)
Riesenslalom: 10. Platz (2:32,94 min)

- Lucia Recchia
Abfahrt: 24. Platz (1:42,80 min)
Kombination: 18. Platz (2:53,10 min)

- Elena Tagliabue
Kombination: 19. Platz (2:53,96 min)

- Sonia Vierin
Slalom: Rennen nicht beendet

### Skilanglauf
Männer
- Giorgio Di Centa
15 km klassisch: 35. Platz (40:22,6 min)
20 km Verfolgung: 4. Platz (26:30,9 min + 23:46,8 min)
50 km klassisch: 11. Platz (2:12:59,6 h)
4 × 10 km Staffel: Silber  (1:32:45,8 h)

- Silvio Fauner
1,5 km Sprint: 14. Platz (2:53,9 min)
30 km Freistil: 51. Platz (1:19:43,9 h)

- Fabio Maj
20 km Verfolgung: 20. Platz (27:16,4 min + 24:43,8 min)
30 km Freistil: 13. Platz (1:13:43,5 h)
50 km klassisch: 14. Platz (2:14:32,4 h)
4 × 10 km Staffel: Silber  (1:32:45,8 h)

- Pietro Piller Cottrer
20 km Verfolgung: 6. Platz (27:06,2 min + 23:54,2 min)
30 km Freistil: 4. Platz (1:11:42,8 h)
4 × 10 km Staffel: Silber  (1:32:45,8 h)

- Fabio Santus
50 km klassisch: 26. Platz (2:17:41,4 h)

- Cristian Saracco
15 km klassisch: 28. Platz (39:48,4 min)

- Freddy Schwienbacher
1,5 km Sprint: 5. Platz (2:56,1 min)
15 km klassisch: 26. Platz (39:44,9 min)

- Fulvio Valbusa
1,5 km Sprint: 28. Platz (2:57,60 min)
15 km klassisch: 31. Platz (39:50,6 min)
20 km Verfolgung: 18. Platz (27:30,6 min + 24:42,7 min)

- Cristian Zorzi
1,5 km Sprint: Bronze  (2:57,2 min)
30 km Freistil: 9. Platz (1:13:10,0 h)
4 × 10 km Staffel: Silber  (1:32:45,8 h)

Frauen
- Stefania Belmondo
10 km klassisch: Bronze  (28:45,8 min)
10 km Verfolgung: 11. Platz (13:50,4 min + 12:37,1 min)
15 km Freistil: Gold  (39:54,4 min)
30 km klassisch: Silber  (1:31:01,6 h)
4 × 5 km Staffel: 6. Platz (50:38,6 min)

- Antonella Confortola
10 km klassisch: 34. Platz (30:42,2 min)
15 km Freistil: 16. Platz (41:57,8 min)
30 km klassisch: 19. Platz (1:37:47,4 h)

- Magda Genuin
1,5 km Sprint: 22. Platz (3:20,28 min)

- Marianna Longa
10 km klassisch: 20. Platz (30:04,0 min)
30 km klassisch: 33. Platz (1:44:02,5 h)
4 × 5 km Staffel: 6. Platz (50:38,6 min)

- Karin Moroder
1,5 km Sprint: 26. Platz (3:21,92 min)

- Cristina Paluselli
10 km klassisch: 39. Platz (30:59,4 min)
10 km Verfolgung: 53. Platz (nicht für das Freistilrennen qualifiziert)

- Gabriella Paruzzi
1,5 km Sprint: 8. Platz (3:26,1 min)
10 km Verfolgung: 8. Platz (13:33,9 min + 12:20,4 min)
15 km Freistil: 6. Platz (40:25,7 min)
30 km klassisch: Gold  (1:30:57,1 h)
4 × 5 km Staffel: 6. Platz (50:38,6 min)

- Sabina Valbusa
1,5 km Sprint: 17. Platz (3:19,22 min)
10 km Verfolgung: 9. Platz (13:41,9 min + 12:23,9 min)
15 km Freistil: 10. Platz (40:48,3 min)
4 × 5 km Staffel: 6. Platz (50:38,6 min)

### Skispringen
- Roberto Cecon
Normalschanze: 19. Platz (233,0)
Großschanze: 19. Platz (225,6)

### Snowboard
Männer
- Walter Feichter
Parallel-Riesenslalom: 8. Platz

- Roland Fischnaller
Parallel-Riesenslalom: 19. Platz

- Giacomo Kratter
Halfpipe: 4. Platz (42,0)

- Kurt Niederstätter
Parallel-Riesenslalom: 22. Platz

- Simone Salvati
Parallel-Riesenslalom: disqualifiziert

Frauen
- Isabella Dal Balcon
Parallel-Riesenslalom: 7. Platz

- Dagi Mair
Parallel-Riesenslalom: 9. Platz

- Lidia Trettel
Parallel-Riesenslalom: Bronze

- Alessandra Pescosta
Halfpipe: 16. Platz (nicht für das Finale qualifiziert)

- Marion Posch
Parallel-Riesenslalom: 12. Platz